# Metrojet Ltd.
Metrojet, también conocido como Metrojet Ltd., es una aerolínea, con base en el Aeropuerto Internacional de Hong Kong, que opera vuelos chárter de pasajeros en la región.

## Flota
La aerolínea cuenta con un Gulfstream G650ER, Gulfstream G450 y tres Gulfstream G200. 
Comenzando a operar a comienzos de 1995, se hizo posible acceder a la flota de Metrojet mediante una tarjeta de Asia Jet, a través de una alianza con Asia Jet.